# Спасское (Воловский район)
Спасское — село в Воловском районе Липецкой области России. Входит в состав Спасского сельсовета.

## География
Село находится в юго-западной части Липецкой области, в лесостепной зоне, в пределах восточных отрогов Среднерусской возвышенности, на берегах реки Дубавчик (приток реки Олым), на расстоянии примерно 5 километров (по прямой) к северо-востоку от села Волово, административного центра района. Абсолютная высота — 176 метров над уровнем моря.
Климат умеренно континентальный с теплым летом и умеренно морозной зимой.
Часовой пояс
Село Спасское, как и вся Липецкая область, находится в часовой зоне МСК (московское время). Смещение применяемого времени относительно UTC составляет +3:00.

## Население
| 2010 | 2012 |
| ---- | ---- |
| 105  | ↗113 |

Гендерный состав
По данным Всероссийской переписи населения 2010 года в гендерной структуре населения мужчины составляли 44,8 %, женщины — соответственно 55,2 %.
Национальный состав
Согласно результатам переписи 2002 года, в национальной структуре населения русские составляли 98 % из 120 чел..

## Инфраструктура
В селе функционируют филиал средней школы села Волово, центр культуры и досуга и фельдшерско-акушерский пункт.
Действует ООО «Елецкий Агрокомплекс».

## Улицы
Уличная сеть села состоит из одной улицы (ул. Школьная).